# Abborrflärken
Abborrflärken är en sjö i Timrå kommun i Medelpad och ingår i Gådeåns huvudavrinningsområde.